# Subotica (utvrda)
Subotica (Castellana Zombathel,  Szombatheli, Subotis) je bila utvrda i trgovište u Hrvatskoj.

## Smještaj
Utvrda Subotica nalazi se istočno od naselja Luga Subotičkog u općini Koški nedaleko Našica u Osječko-baranjskoj županiji.

## Povijest
Utvrdu su izgradili baruni Korođski, ubrzo nakon što su dobili Koškansko vlastelinstvo (Terra Cos) 1258. na dar od kralja Bele IV., a zbog zasluga u borbi protiv Mongola. Godine 1321. vlasnici utvrde postaju vlastelini Selački koji su i ujedno vlasnici   Koškanskog vlastelinstva. Selački 1386. padaju u nemilost tadašnjeg kralja Žigmunda Luksemburškog koji im oduzima vlastelinstvo i daruje ga grofovima Gorjanskim. U to doba uz utvrdu razvijeno je i trgovište koje dobro posluje zbog blizine od svega dvadesetak kilometara gradova Našica (Bedemgrad), Osijeka, Đakova i Valpova. Subotica je u to vrijeme rimokatolička župa za okolna sela sa stalnim boravištem svećenika. Utvrda u 15. stoljeću opet prelazi u posjed vlastelina Korođski. Nakon prvih provala Turaka krajem 15. stoljeća sjedište Koškanskog vlastelinstva iz Koške izmješteno je u bolje utvrđenu utvrdu Subotica koja je bila izgrađena od kamenih blokova. Posljednji vlasnici utvrde su vlastelini Gereb de Wingarth, a utvrda pada u ruke Turaka krajem 1536. Tada Turci osvajaju i obližnje utvrde u Podgoraču, Sedlaku, Gorjanima i Đakovu, a nakon povratka s osvajanja iz sjeverne Ugarske. U to vrijeme u utvrdi i okolo žive pretežno novo naseljeni stanovnici muslimanske vjere. Krajem 17. stoljeće  (1688.) u ratu za oslobađanje Slavonije od Turaka utvrda je zapaljena i porušena kao i većina u tadašnjoj Slavoniji.  Na ovo područje u prvoj polovici 20. stoljeća naseljavaju se novi stanovnici na područje današnjeg sela Luga Subotičkog. Usmenom predajom je zabilježeno da su novi stanovnici koristili pri gradnji kuća, gospodarskim objekata i prilaznih cesta, kamene blokove i ostali materijal sa srednjovjekovne utvrde Subotica.  U današnje vrijeme ostali su nazivi Subotica i Gradina za okolna polja gdje se nekad nalazila utvrda i trgovište.